# Courtney Lawes
Courtney Linford Lawes (Londra, 23 febbraio 1989) è un rugbista internazionale per l'Inghilterra, dal 2024 seconda linea del Brive.

## Biografia
Seconda linea di più di due metri d'altezza, Lawes proviene dalle giovanili del Northampton ed esordì in campionato di seconda divisione nel 2007, per poi fare le sue prime presenze di Premiership nella stagione successiva.
Dopo solo una stagione di prima divisione entrò nell'orbita della Nazionale maggiore, in cui esordì a fine 2009 nel corso dei test inglesi di fine anno, a Twickenham contro l'Australia; fu anche nella squadra del Sei Nazioni 2010 e della Coppa del Mondo di rugby 2011.
A fine 2011 prolungò fino al 2015 il suo impegno con il Northampton.

## Palmarès
- Premiership: 2
Northampton: 2013-14, 2023-24
- Challenge Cup: 2
Northampton: 2008-09, 2013-14